# Маджерито
Маджѐрито е село в Южна България, област Стара Загора, община Стара Загора с население 623 души (15 март 2024).

## История
Селото е създадено през 1792 година. На това място се е намирал чифликът на Емин бей.
Името му се свързва със заселници маджари. Според легенда било създадено от 2 братя, които били ключари или, на турски казано, маджери.
Днес в Маджерито живеят българи, няма мюсюлмани, само ромско семейство отглежда говеда край селото.

## География
Разположено е на 152 m надморска височина в северозападната част на Старозагорското поле, на 7,5 километра от центъра на град Стара Загора. Регулационните граници на селото обхващат 0,8 km², а землището му е с площ 12,29 km².

## Население
Населението на село Маджерито е 623 души (15 март 2024).
Маджерито има много красиви и модерни вили и е предпочитано място за старозагорци. Тъй като е разположено само на 8 км от града, все повече старозагорци купуват места и къщи в селото.

## Икономика
В селото има птицеферма на групата „Градус“, логистичен център на куриерската компания „Спиди“ и предприятие за пакетиране на подправки на ЕТ „Гана“.

## Култура
През 1928 година в селото е основано читалище „Пробуда“. Създадени са самодеен театър и библиотека. От 1987 г. читалището разполага с нова сграда, която включва театрален салон със 150 места.
На 6 май 1998 г. започва строителството на храма „Св. Георги Победоносец“ с основен финансов спонсор ЕТ „ГАНА“, развиващ дейност в селото. Храмът е завършен през 2006 г., осветен е на 8 октомври 2006 г.